# Красноярский государственный технический университет
Красноя́рский госуда́рственный техни́ческий университе́т (КГТУ) — высшее учебное заведение, существовавшее в 1956—2006 годах вКрасноярске. Вошёл в состав Сибирского федерального университета (2007).

## История
26 марта 1956 года Бюро Красноярского краевого комитета КПСС приняло постановление, в котором просит Совет министров СССР решить вопрос об открытии в городе Красноярске политехнического института.
4 августа 1956 года Совет министров СССР своим постановлением № 1043 разрешил открыть в Красноярске новый институт — Красноярский политехнический институт. Под него было отведено здание на улице Ленина, 70, которое в настоящий момент является корпусом А.
21 августа 1956 года к исполнению обязанностей ректора приступил Василий Николаевич Борисов.
В 1957 году институту было передано здание на улице Сталина (ныне Мира), 49 — бывшее здание Крайисполкома.
В 1958 году — образованы механический и строительный факультеты.
В 1960 году — образован электротехнический факультет.
В 1961 году — первый выпуск, из 350 человек, на защиту в 1961 году вышло 145, из них дипломы с отличием получило 6 человек.
В 1962 году открыт заочный факультет для обучения по специальностям «Водоснабжение и канализация», «Автомобильные дороги», «Автомобильный транспорт», «Промышленное и гражданское строительство». Второй выпуск, университет окончило 269 человек.
В 1963 году — открыта аспирантура и образован автодорожный факультет.
В 1964 году были сданы в эксплуатацию два общежития (А и Б) и новый корпус в Студенческом городке.
В 1965 году — образован радиотехнический факультет, декан В. В. Волошенко.
15 января 1967 года — празднование юбилея университета. Количество студентов возросло до 12 тысяч.
В 1969 году — открытие теплотехнического факультета.
В 1970 году университет занял первое место по России по условиям труда, быта и отдыха.
В 1971 году группа сотрудников и студентов награждена правительственными наградами. Орденами награждены ректор В. Н. Борисов, доцент Т. И. Воробьева; медалями — Ю. В. Видин, К. Г. Жарова, а также студенты Н. Шишова, Ю. Казаков, которые стали участниками Всесоюзного слета студентов.
В 1972 году — открыт машиностроительный факультет; деканом был выбран В. Э. Герстенберген. За факультетом были закреплены пять кафедр.
В 1973 году создана первая телестудия.
23 февраля 1974 года приказом Министерства высшего и среднего специального образования РСФСР по ходатайству Совета Министров Тувинской АССР был открыт Кызылский филиал Красноярского политехнического института. В 1992—1996 годы директорами Кызылского филиала Красноярского государственного технического университета работали Будегечиев Владимир Будегечиевич; Ондар Маадыр Алдын-Херелович.
В ноябре 1975 года в КПИ впервые получен патент США на изобретение. Запатентован способ изготовления оксидно-полупроводниковых танталовых конденсаторов.
В 1976 году выпускник теплоэнергетического факультета, аспирант А. Шумаков завоевал золотую медаль на Олимпийских играх в Монреале.
В 1977 году — сдан в эксплуатацию вычислительный зал на базе ЭВМ ЕС 1020.
23 ноября 1977 года газета «Политехник» выпустила 500-й юбилейный номер.
18 октября 1981 года из состава КрПИ выделился самостоятельный институт — Красноярский инженерно-строительный институт.
В 1981 году Красноярский политехнический институт имел 5 учебных корпусов и 7 общежитий на 3500 мест.
В 1983 году — после 27 лет ректорства подал заявление об отставке Василий Николаевич Борисов. Новым ректором был назначен Анатолий Михайлович Ставер. В. Н. Борисов продолжил работать профессором кафедры теоретической механики.
В 1984 году — среди 15 крупнейших политехнических вузов РСФСР по итогам года КрПИ занял почетное четвертое место.
В 1987 году — Красноярскому политехническому институту присуждена высшая награда Минвуза на ВДНХ. За 22 экспоната КрПИ получил 23 медали.
В 1989 году от института отпочковался его филиал-завод-втуз ставший позднее Сибирским государственным аэрокосмическим университетом имени академика М. Ф. Решетнёва, получивший новый статус первого в стране Института космической техники.
В 1990 году — в вузе создан клуб ЮНЕСКО, первый в Красноярске.
В 1991 году — решением совета по информатике и вычислительной технике создан первый компьютерный класс. Из-за гиперинфляции и тяжелого финансового положения КрПИ вынужден сдавать помещения в аренду.
В сентябре 1992 года вуз посетила делегация ученых Иллинойского университета (США), намечен обмен студентами, аспирантами и преподавателями. За полярным кругом в городе Дудинке и поселке Хатанга проведена политехническая школа для старшеклассников. Создан научно-образовательный центр радиоэлектроники и вычислительной техники.
Решением Коллегии комитета по высшей школе 11 марта 1993 года вуз получил статус технического университета и был переименован в Красноярский государственный технический университет.
В 1994 году — при университете создан Сибирский региональный учебно-методический центр технических вузов. Открыт инженерно-физического факультета. Первому ректору КГТУ, профессору В. Н. Борисову присвоено звание «Почетный гражданин Красноярска».
В 1996 году — 12 января на 59 году жизни от сердечной недостаточности скончался ректор университета А. М. Ставер. Исполнение обязанностей ректора возложено на первого проректора С. А. Подлесного. В мае вышел приказ Госкомвуза об утверждении С. А. Подлесного в должности ректора. В составе КГТУ был создан новый Физико-технологический институт совместно с Институтом физики КНЦ СО РАН. Ученым советом принято решение учредить стипендию имени А. М. Ставера для лучших студентов КГТУ.
В 1997 году — открыт новый факультет — повышения квалификации преподавателей высших и средних специальных учебных заведений (ФПКП). КГТУ совместно с Администрацией города создан Институт развития города. На 81 году жизни скончался основатель КГТУ профессор В. Н. Борисов. В честь его была названа аудитория в университете и улица в Студенческом городке.
В 1998 году — 40 лет военной кафедре. За это время она выпустила генерала-полковника Сергея Шойгу, генерала-полковника А. Е. Сафонова, генерал-лейтенанта А. П. Самкова, генерал-лейтенанта А. В. Горового.
В 1999 году — созданы и прошли лицензирование филиалы в Усть-Илимске, Железногорске и Зеленогорске.
В 2000 году — Университет принял участие во всемирной выставке «ЭКСПО — 2000» в Ганновере, Германия. Открыты Представительства КГТУ в городах Норильске, Дудинке, Канске, поселке Тура. Проложена оптическая магистраль (6.5 км) до ИВМ СО РАН. В главном корпусе КГТУ совместно с Ассоциацией выпускников установлен барельеф первого ректора. Проведен первый Всероссийский турнир по боксу памяти В. Н. Борисова.
В 2006 году — юбилей Университета, празднование 50-летия.
8 ноября 2006 года вышло постановление Правительства Российской Федерации об объединении КГТУ с КГУ, ГУЦМиЗ и КГАСА в Сибирский федеральный университет.
1 января 2007 года КГТУ вошёл в состав новообразованного Сибирского федерального университета.

## Структура университета
- более 80 кафедр
- свыше 50 филиалов кафедр на предприятиях и в научно-исследовательских институтах
- 3 института
- 13 факультетов
- 8 филиалов (Абакан[1], Усть-Илимск, Железногорск, Зеленогорск (Красноярский край), Черёмушки, Дудинка, Канск, Норильск) и 6 представительств (Ачинск, Дивногорск, Нижнеудинск, Курагино, Тура, Хатанга)
- факультет повышения квалификации преподавателей
- институт повышения квалификации
- центр довузовской подготовки
- центр тестирования школьников
- центр дополнительного профессионального образования
- региональный центр информационных технологий и центр Internet с региональным узлом электронной почты
- корпоративная информационно-вычислительная сеть, имеющая в своем составе телепорт с 4 станциями спутниковой связи, федеральный узел связи компьютерной сети университетов России RUNNet;
- автоматизированная система управления университетом, включающая систему электронного документооборота
- 1500 слушателей десяти обучающих курсов довузовской подготовки и более 1000 школьников на подготовительных курсах.

КГТУ занимает территорию площадью 62 гектара земли в зеленой зоне города, где расположены 5 учебных корпусов общей площадью более 60000 м²; общежития на 3500 мест; спорткомплекс (бассейн, спортивные залы, хоккейная площадка, стадион, лыжная база); столовая на 700 мест; спортивно-оздоровительный лагерь «Политехник» на 200 мест, студенческий профилакторий.

## Научная и образовательная деятельность
По состоянию на 1998 год в КТГУ велась подготовка по 20 направлениям и 33 специальностям в областях энергетики, машиностроения, радиоэлектроники, информатики и вычислительной техники, систем управления, авто- и авиатранспорта, экономики и менеджмента.
КГТУ занимался исследованиями по широкому кругу естественно-научного, инженерно-технического, социально-экономического и гуманитарного направлений. Так научная школа профессора А. В. Ставера смогла получить значительные результаты в области синтеза ультрадисперсных материалов, включая алмазосодержащие, и их применение в микроэлектронике, машиностроении и приборостроении. Также больших успехом сумел добиться научный коллектив под руководством профессора М. К. Чмыха, разработав серийно выпускаемые промышленностью фазометры с улучшенными метрологическими данными, а также эталоны фазы, приборы для контроля изделий машиностроения и прецизионных измерений.
КГТУ установил тесные связи с научными и учебными учреждениями в Болгарии, Великобритании, Венгрии, Германии, Китая, Монголии, США, Тайваня и Франции.
КГТУ выступил соучредителем международного научно-образовательного центра «Сибирь—Европа». Университет являлся членом Санкт-Петербургской ассоциации сотрудничества с университетами мира.

## Выпускники
- Акбулатов, Эдхам Шукриевич — глава г. Красноярска с 2012 по 2017 г., выпускник 1982 г.
- Горовой, Александр Владимирович — первый заместитель министра внутренних дел Российской Федерации, генерал-полковник полиции, выпускник 1982 г.
- Ерёмин, Сергей Васильевич — глава г. Красноярска с 2017 по 2022 г., выпускник 1998 г.
- Лукиных, Валерий Федорович — член-корреспондент Российской инженерной академии, выпускник 1972 г.
- Пашков, Георгий Иванович — первый секретарь Курганского областного комитета КПСС, выпускник 1968 г.
- Шойгу, Сергей Кужугетович — министр обороны Российской Федерации, выпускник 1977 г.
- Южанников, Александр Юрьевич — Президент Ассоциации выпускников КГТУ (КПИ), выпускник 1982 г.
- Башмаков Лев Полиевктович — Губернатор Рязанской области с 1991 по 1994 г, выпускник 1961 г.